# DEF CON

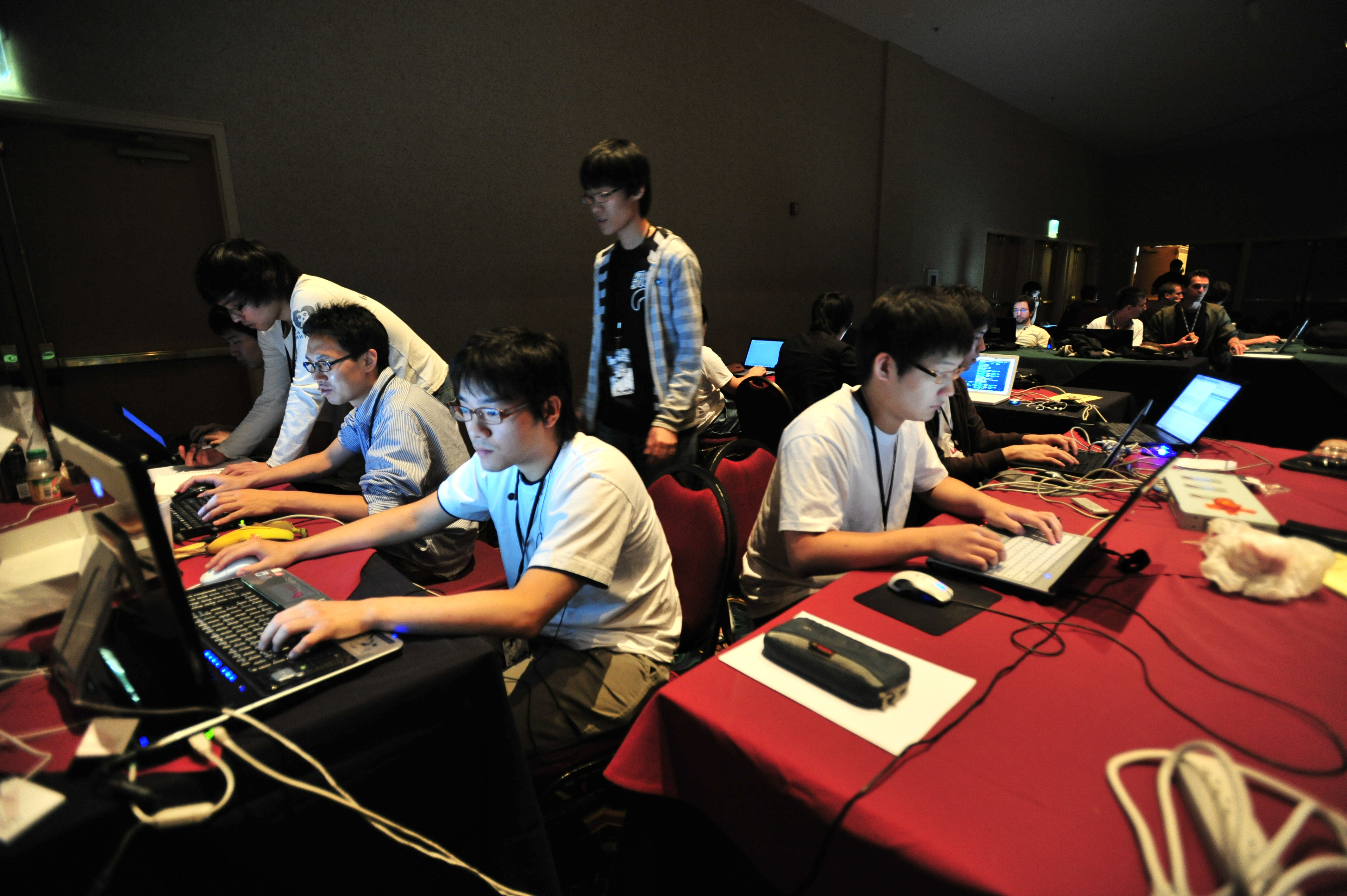
Tým účastnící se CTF na DEFCONu 17.

DEF CON (nebo také DEFCON či Defcon) je jedna z největších každoročních hackerských konferencí, pořádaná v Las Vegas. První DEF CON byl uspořádán v červnu 1993.
Mnoho z účastníků na DEF CONu se řadí mezi bezpečnostní experty, novináře, právníky, crackery, kyber-kriminálníky, a hackery se společnými zájmy jako zdrojové kódy, počítačová architektura, phreaking, úprava hardwaru, a vše ostatní, co může být "hacknuto". Konference se skládá z několika přednášek o tématech, souvisejících s počítači a hackingu, ale také soutěže ve všem od vytvoření nejdelšího Wi-Fi spojení, přes nabourávání se do počítačových systémů po nejlepší způsob chlazení piva. Další body programu zahrnují lockpicking, umění, scavenger hunt a Capture the Flag. Capture the Flag (CTF) je jedna z nejznámějších akcí na DEF CONu. Je to soutěž v hackingu, kde se týmy hackerů (crackerů) pokoušejí bránit a útočit na počítače a počítačové sítě.